# Chaoilta debilis
Chaoilta debilis är en stekelart som först beskrevs av Charles Thomas Brues 1918.  Chaoilta debilis ingår i släktet Chaoilta och familjen bracksteklar. Inga underarter finns listade i Catalogue of Life.